# Bolbelasmus unicornis
Bolbelasmus unicornis là một loài bọ cánh cứng trong họ Geotrupidae. Loài này được Schrank miêu tả khoa học năm 1789.